# Olympische Sommerspiele 1912/Teilnehmer (Frankreich)
| Gelbes Symbol für Goldmedaillen mit stilisierten Olympischen Ringen | Graues Symbol für Silbermedaillen mit stilisierten Olympischen Ringen | Braundes Symbol für Bronzemedaillen mit stilisierten Olympischen Ringen |
| ------------------------------------------------------------------- | --------------------------------------------------------------------- | ----------------------------------------------------------------------- |
| 7                                                                   | 4                                                                     | 3                                                                       |

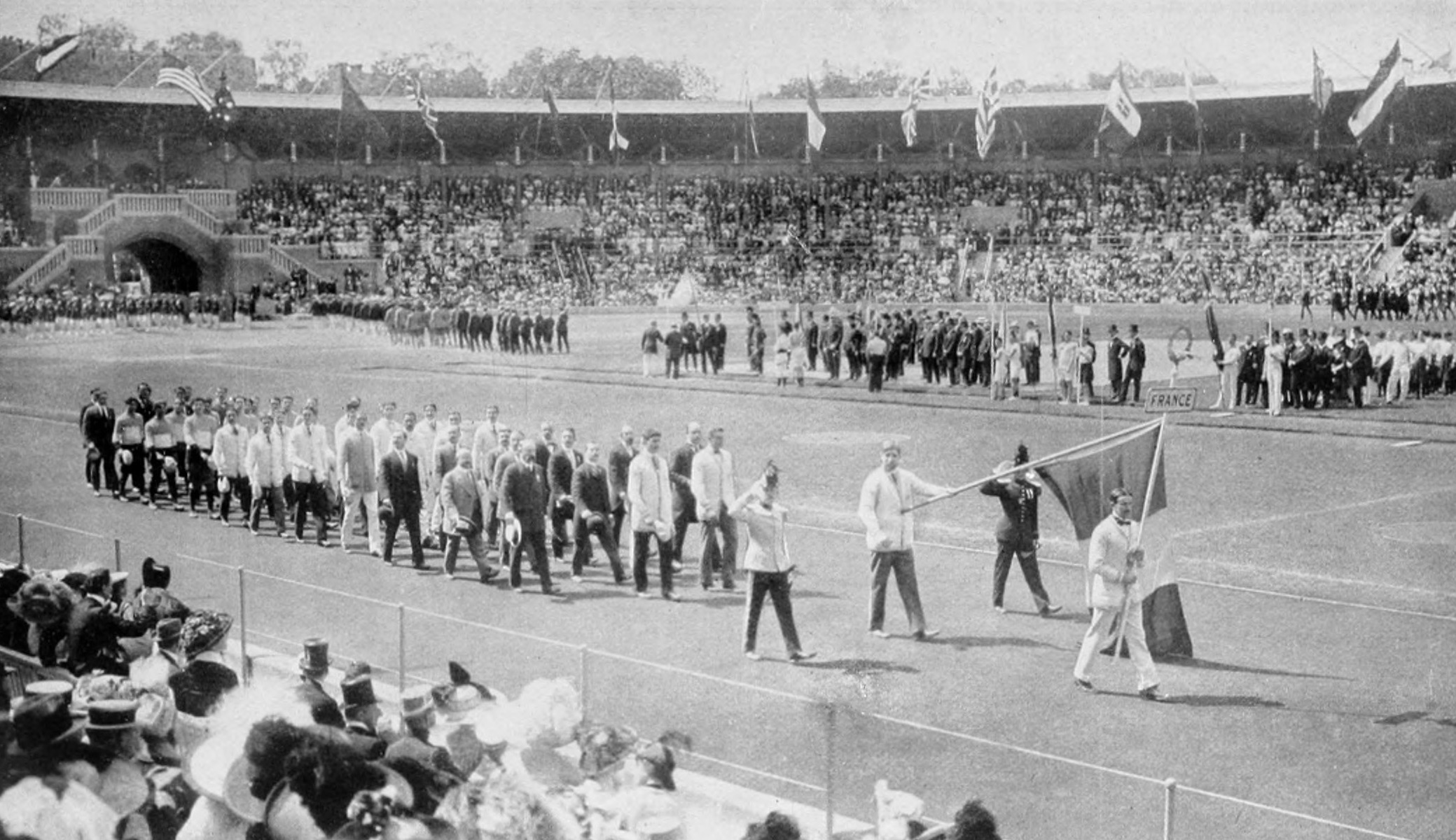
Die französische Mannschaft bei der Eröffnungsfeier

Frankreich nahm an den Olympischen Sommerspielen 1912 in Stockholm, Schweden, mit 119 Sportlern teil. Dabei konnten die Athleten sieben Gold-, vier Silber- und drei Bronzemedaillen gewinnen.

## Medaillengewinner

### Olympiasieger
| Name                                    | Sportart | Wettkampf              |
| --------------------------------------- | -------- | ---------------------- |
| Jean Cariou                             | Reiten   | Springreiten, Einzel   |
| Paul Colas                              | Schießen | Freies Gewehr 300 m    |
| Paul Colas                              | Schießen | Armeegewehr 600 m      |
| Gaston Thubé Jacques Thubé Amédée Thubé | Segeln   | 6-Meter-Klasse         |
| André Gobert                            | Tennis   | Einzel (Halle), Männer |
| Marguerite Broquedis                    | Tennis   | Einzel (Halle), Frauen |
| André Gobert Maurice Germot             | Tennis   | Doppel (Halle), Männer |

### Silber
| Name                                                             | Sportart       | Wettkampf                |
| ---------------------------------------------------------------- | -------------- | ------------------------ |
| Jean Bouin                                                       | Leichtathletik | 5000 m                   |
| Charles Poulenard Pierre Failliot Charles Lelong Robert Schurrer | Leichtathletik | 4 × 400 m Staffel        |
| Pierre Dufour d’Astafort Jean Cariou Ernest Meyer Albert Seigner | Reiten         | Springreiten, Mannschaft |
| Louis Ségura                                                     | Turnen         | Einzelmehrkampf          |

### Bronze
| Name                                  | Sportart | Wettkampf              |
| ------------------------------------- | -------- | ---------------------- |
| Jean Cariou                           | Reiten   | Vielseitigkeit, Einzel |
| Albert Canet Édouard Mény de Marangue | Tennis   | Doppel (Rasen), Männer |
| Marguerite Broquedis Albert Canet     | Tennis   | Doppel (Rasen), Mixed  |

## Teilnehmer nach Sportarten

### Leichtathletik
| Ben Allel                                                        | Marathon                 | nicht ausgetragen | nicht ausgetragen | nicht ausgetragen | nicht ausgetragen | DNS             | DNS            |                |                |                |
| Géo André                                                        | 110 m Hürden             | 16,8 s            | Zweiter           | k. A.             | Dritter           | nicht erreicht  | nicht erreicht |                |                |                |
| Géo André                                                        | Hochsprung               | nicht ausgetragen | nicht ausgetragen | 1,70 m            | 23.               | nicht erreicht  | nicht erreicht |                |                |                |
| Géo André                                                        | Standweitsprung          | nicht ausgetragen | nicht ausgetragen | 3,02 m            | 14.               | nicht erreicht  | nicht erreicht |                |                |                |
| Géo André                                                        | Standhochsprung          | nicht ausgetragen | nicht ausgetragen | 1,45 m            | Siebter           | nicht erreicht  | nicht erreicht |                |                |                |
| Géo André                                                        | Fünfkampf                | nicht ausgetragen | nicht ausgetragen | nicht ausgetragen | nicht ausgetragen | 60 Punkte       | 22.            |                |                |                |
| Géo André                                                        | Zehnkampf                | nicht ausgetragen | nicht ausgetragen | nicht ausgetragen | nicht ausgetragen | 4675,200 Punkte | 17.            |                |                |                |
| Henri Arnaud                                                     | 1500 m                   | nicht ausgetragen | nicht ausgetragen | 4:05,4 min        | Zweiter           | k. A.           | Neunter-14.    |                |                |                |
| Jean Bouin                                                       | 5000 m                   | nicht ausgetragen | nicht ausgetragen | 15:05,0 min (OR)  | Erster            | 14:36,7 min     | Zweiter        |                |                |                |
| Jean Bouin                                                       | Crosslauf, Einzelwertung | nicht ausgetragen | nicht ausgetragen | nicht ausgetragen | nicht ausgetragen | DNF             | DNF            |                |                |                |
| Julien Boullery                                                  | 100 m                    | k. A.             | Dritter           | nicht erreicht    | nicht erreicht    | nicht erreicht  | nicht erreicht |                |                |                |
| Jean Boussière                                                   | Marathon                 | nicht ausgetragen | nicht ausgetragen | nicht ausgetragen | nicht ausgetragen | 2:51:06,6 h     | 13.            |                |                |                |
| André Campana                                                    | Weitsprung               | nicht ausgetragen | nicht ausgetragen | 6,64 m            | 16.               | nicht erreicht  | nicht erreicht |                |                |                |
| Jean Capelle                                                     | Marathon                 | nicht ausgetragen | nicht ausgetragen | nicht ausgetragen | nicht ausgetragen | DNS             | DNS            |                |                |                |
| Joseph Caulle                                                    | 800 m                    | k. A.             | Fünfter           | nicht erreicht    | nicht erreicht    | nicht erreicht  | nicht erreicht |                |                |                |
| Paul Coulond                                                     | Marathon                 | nicht ausgetragen | nicht ausgetragen | nicht ausgetragen | nicht ausgetragen | DNS             | DNS            |                |                |                |
| Marius Delaby                                                    | 100 m                    | k. A.             | Dritter           | nicht erreicht    | nicht erreicht    | nicht erreicht  | nicht erreicht |                |                |                |
| Marius Delaby                                                    | 110 m Hürden             | 16,0 s            | Erster            | 16,2 s            | Dritter           | nicht erreicht  | nicht erreicht |                |                |                |
| Marius Delaby                                                    | Hochsprung               | nicht ausgetragen | nicht ausgetragen | keine Weite       | 34.               | nicht erreicht  | nicht erreicht |                |                |                |
| Ahmed Djebelia                                                   | Marathon                 | nicht ausgetragen | nicht ausgetragen | nicht ausgetragen | nicht ausgetragen | DNS             | DNS            |                |                |                |
| Armand Estang                                                    | Hochsprung               | nicht ausgetragen | nicht ausgetragen | keine Weite       | 34.               | nicht erreicht  | nicht erreicht |                |                |                |
| Pierre Failliot                                                  | 100 m                    | k. A.             | Dritter           | nicht erreicht    | nicht erreicht    | nicht erreicht  | nicht erreicht |                |                |                |
| Pierre Failliot                                                  | 200 m                    | k. A.             | Dritter           | nicht erreicht    | nicht erreicht    | nicht erreicht  | nicht erreicht |                |                |                |
| Pierre Failliot                                                  | Fünfkampf                | nicht ausgetragen | nicht ausgetragen | nicht ausgetragen | nicht ausgetragen | 42 Punkte       | 17.            |                |                |                |
| Pierre Failliot                                                  | Zehnkampf                | nicht ausgetragen | nicht ausgetragen | nicht ausgetragen | nicht ausgetragen | 2104,650 Punkte | 24.            |                |                |                |
| Fernand Gonder                                                   | Stabhochsprung           | nicht ausgetragen | nicht ausgetragen | 3,50 m            | 15.               | nicht erreicht  | nicht erreicht |                |                |                |
| Gaston Heuet                                                     | 5000 m                   | nicht ausgetragen | nicht ausgetragen | DNF               | DNF               | nicht erreicht  | nicht erreicht |                |                |                |
| Gaston Heuet                                                     | 10.000 m                 | nicht ausgetragen | nicht ausgetragen | 34:50,0 min       | Dritter           | nicht erreicht  | nicht erreicht |                |                |                |
| Gaston Heuet                                                     | Marathon                 | nicht ausgetragen | nicht ausgetragen | nicht ausgetragen | nicht ausgetragen | DNS             | DNS            |                |                |                |
| André Labat                                                      | Hochsprung               | nicht ausgetragen | nicht ausgetragen | 1,75 m            | 13.               | nicht erreicht  | nicht erreicht |                |                |                |
| Charles Lagarde                                                  | Kugelstoßen              | nicht ausgetragen | nicht ausgetragen | 9,41 m            | 22.               | nicht erreicht  | nicht erreicht |                |                |                |
| Charles Lagarde                                                  | Diskuswurf               | nicht ausgetragen | nicht ausgetragen | 32,35 m           | 36.               | nicht erreicht  | nicht erreicht |                |                |                |
| Charles Lelong                                                   | 100 m                    | k. A.             | Dritter           | nicht erreicht    | nicht erreicht    | nicht erreicht  | nicht erreicht |                |                |                |
| Charles Lelong                                                   | 200 m                    | ?                 | 3                 | nicht erreicht    | nicht erreicht    | nicht erreicht  | nicht erreicht |                |                |                |
| Charles Lelong                                                   | 400 m                    | 50,2 s            | Erster            | k. A.             | Dritter           | nicht erreicht  | nicht erreicht |                |                |                |
| Jean Lespielle                                                   | Marathon                 | nicht ausgetragen | nicht ausgetragen | nicht ausgetragen | nicht ausgetragen | DNS             | DNS            |                |                |                |
| Henry Lorgnat                                                    | Marathon                 | nicht ausgetragen | nicht ausgetragen | nicht ausgetragen | nicht ausgetragen | DNS             | DNS            |                |                |                |
| Georges Malfait                                                  | 200 m                    | k. A.             | Fünfter           | nicht erreicht    | nicht erreicht    | nicht erreicht  | nicht erreicht |                |                |                |
| Georges Malfait                                                  | 400 m                    | k. A.             | Dritter           | nicht erreicht    | nicht erreicht    | nicht erreicht  | nicht erreicht |                |                |                |
| Michel Meerz                                                     | Hochsprung               | nicht ausgetragen | nicht ausgetragen | 1,60 m            | 28.               | nicht erreicht  | nicht erreicht |                |                |                |
| Alfred Motté                                                     | Standweitsprung          | nicht ausgetragen | nicht ausgetragen | 3,10 m            | Zehnter           | nicht erreicht  | nicht erreicht |                |                |                |
| René Mourlon                                                     | 100 m                    | k. A.             | Zweiter           | k. A.             | Fünfter           | nicht erreicht  | nicht erreicht | nicht erreicht | nicht erreicht | nicht erreicht |
| Edmond Neyrinck                                                  | Marathon                 | nicht ausgetragen | nicht ausgetragen | nicht ausgetragen | nicht ausgetragen | DNS             | DNS            |                |                |                |
| Raoul Paoli                                                      | Kugelstoßen              | nicht ausgetragen | nicht ausgetragen | 11,11 m           | 16.               | nicht erreicht  | nicht erreicht |                |                |                |
| Louis Pauteux                                                    | Marathon                 | nicht ausgetragen | nicht ausgetragen | nicht ausgetragen | nicht ausgetragen | DNF             | DNF            |                |                |                |
| Charles Poulenard                                                | 200 m                    | k. A.             | Dritter           | nicht erreicht    | nicht erreicht    | nicht erreicht  | nicht erreicht |                |                |                |
| Charles Poulenard                                                | 400 m                    | 50,7 s            | Zweiter           | k. A.             | Fünfter           | nicht erreicht  | nicht erreicht |                |                |                |
| Charles Poulenard                                                | 800 m                    | k. A.             | Dritter           | nicht erreicht    | nicht erreicht    | nicht erreicht  | nicht erreicht |                |                |                |
| Georges Rolot                                                    | 100 m                    | k. A.             | Vierter           | nicht erreicht    | nicht erreicht    | nicht erreicht  | nicht erreicht |                |                |                |
| Georges Rolot                                                    | 200 m                    | 22,7 s            | Zweiter           | k. A.             | Dritter           | nicht erreicht  | nicht erreicht |                |                |                |
| Georges Rolot                                                    | 400 m                    | k. A.             | Fünfter           | nicht erreicht    | nicht erreicht    | nicht erreicht  | nicht erreicht |                |                |                |
| Robert Schurrer                                                  | 100 m                    | k. A.             | Vierter           | nicht erreicht    | nicht erreicht    | nicht erreicht  | nicht erreicht |                |                |                |
| Robert Schurrer                                                  | 200 m                    | k. A.             | Zweiter           | k. A.             | Fünfter           | nicht erreicht  | nicht erreicht |                |                |                |
| Robert Schurrer                                                  | 400 m                    | k. A.             | Fünfter           | nicht erreicht    | nicht erreicht    | nicht erreicht  | nicht erreicht |                |                |                |
| André Tison                                                      | Kugelstoßen              | nicht ausgetragen | nicht ausgetragen | 12,41 m           | Neunter           | nicht erreicht  | nicht erreicht |                |                |                |
| André Tison                                                      | Diskuswurf               | nicht ausgetragen | nicht ausgetragen | 34,73 m           | 30.               | nicht erreicht  | nicht erreicht |                |                |                |
| Pierre Failliot Charles Lelong René Mourlon Georges Rolot        | 4 × 100 m Staffel        | 43,8 s            | Zweiter           | nicht erreicht    | nicht erreicht    | nicht erreicht  | nicht erreicht |                |                |                |
| Pierre Failliot Charles Lelong Charles Poulenard Robert Schurrer | 4 × 400 m Staffel        | nicht ausgetragen | nicht ausgetragen | 3:22,5 s          | Erster            | 3:20,7 s        | Zweiter        |                |                |                |

### Moderner Fünfkampf
| Athlet             | Pistolenschießen | Pistolenschießen | Schwimmen   | Schwimmen | Degenfechten | Degenfechten | Degenfechten | Springreiten | Springreiten | Springreiten | Querfeldeinlauf | Querfeldeinlauf | Gesamtpunkte | Platz |
| Athlet             | Treffer          | Punkte           | Zeit        | Punkte    | Siege        | Touches      | Punkte       | Strafpunkte  | Zeit         | Punkte       | Zeit            | Punkte          | Gesamtpunkte | Platz |
| ------------------ | ---------------- | ---------------- | ----------- | --------- | ------------ | ------------ | ------------ | ------------ | ------------ | ------------ | --------------- | --------------- | ------------ | ----- |
| Georges Brulé      | 100              | 29               | 7:04,4 min  | 18        | 16           | 13           | 8            | 38           | 13:44,6 min  | 22           | 20:48,4 min     | 7               | 83           | 19.   |
| Jean de Mas Latrie | 161              | 16               | 10:03,0 min | 27        | 23           | 25           | 2            | 0            | 11:26,0 min  | 10           | 24:17,4 min     | 19              | 73           | 15.   |

### Radsport
| Athlet                                                   | Disziplin                  | Finale       | Finale  |
| Athlet                                                   | Disziplin                  | Zeit         | Platz   |
| -------------------------------------------------------- | -------------------------- | ------------ | ------- |
| Gaston Alancourt                                         | Einzelzeitfahren (320 km)  | 14:23:59,3 h | 91.     |
| Louis Bès                                                | Einzelzeitfahren (320 km)  | DNF          | DNF     |
| André Capelle                                            | Einzelzeitfahren (320 km)  | 11:59:48,4 h | 50.     |
| Étienne Chéret                                           | Einzelzeitfahren (320 km)  | 14:15:18,1 h | 89.     |
| René Gagnet                                              | Einzelzeitfahren (320 km)  | 12:20:32,6 h | 64.     |
| André Lepère                                             | Einzelzeitfahren (320 km)  | 15:03:18,1 h | 93.     |
| Jacques Marcault                                         | Einzelzeitfahren (320 km)  | DNF          | DNF     |
| Alexis Michiels                                          | Einzelzeitfahren (320 km)  | 15:15:59,2 h | 94.     |
| Pierre Peinaud                                           | Einzelzeitfahren (320 km)  | 14:49:59,4 h | 92.     |
| Joseph Racine                                            | Einzelzeitfahren (320 km)  | 11:50:32,7 h | 40.     |
| René Rillon                                              | Einzelzeitfahren (320 km)  | DNF          | DNF     |
| Georges Valentin                                         | Einzelzeitfahren (320 km)  | 13:33:59,5 h | 83.     |
| Georges Valentin                                         | Einzelzeitfahren (320 km)  | 13:33:59,5 h | 83.     |
| André Capelle René Gagnet Joseph Racine Georges Valentin | Mannschaftsfahren (320 km) | 49:44:35,2 h | Zehnter |

### Reiten
| Athlet                   | Pferd      | Disziplin       | Finale      | Finale |
| Athlet                   | Pferd      | Disziplin       | Strafpunkte | Platz  |
| ------------------------ | ---------- | --------------- | ----------- | ------ |
| Jean Cariou              | Mignon     | Dressur, Einzel | 94          | 14     |
| Pierre Dufour d’Astafort | Castibalza | Dressur, Einzel | 123         | 19     |
| Albert Seigner           | Dignité    | Dressur, Einzel | 73          | 10     |

| Athlet                                                           | Pferd                               | Disziplin                  | Geländeritt | Geländeritt | Querfeldein | Querfeldein | Hindernis     | Hindernis     | Jagdspringen  | Jagdspringen  | Dressur       | Dressur       | Gesamt | Gesamt  |
| Athlet                                                           | Pferd                               | Disziplin                  | Punkte      | Platz       | Punkte      | Platz       | Punkte        | Platz         | Punkte        | Platz         | Punkte        | Platz         | Punkte | Platz   |
| ---------------------------------------------------------------- | ----------------------------------- | -------------------------- | ----------- | ----------- | ----------- | ----------- | ------------- | ------------- | ------------- | ------------- | ------------- | ------------- | ------ | ------- |
| Jean Cariou                                                      | Cocotte                             | Vielseitigkeit, Einzel     | 10,00       | 1           | 10,00       | 1           | 10,00         | 1             | 8,60          | 11            | 7,72          | 3             | 46,32  | Dritter |
| Pierre Dufour d’Astafort                                         | Castibalza                          | Vielseitigkeit, Einzel     | 10,00       | 1           | DSQ         | DSQ         | Zurückgezogen | Zurückgezogen | Zurückgezogen | Zurückgezogen | Zurückgezogen | Zurückgezogen | DNF    | DNF     |
| Ernest Meyer                                                     | Allons-y                            | Vielseitigkeit, Einzel     | 10,00       | 1           | 10,00       | 1           | 10,00         | 1             | 9,53          | 1             | 5,77          | 12            | 45,30  | 12      |
| Albert Seigner                                                   | Dignité                             | Vielseitigkeit, Einzel     | 9,00        | 26          | 9,23        | 22          | 10,00         | 17            | 9,33          | 15            | 7,59          | 14            | 45,14  | 14      |
| Jean Cariou Ernest Meyer Albert Seigner Pierre Dufour d’Astafort | Cocotte Allons-y Dignité Castibalza | Vielseitigkeit, Mannschaft | 29,00       |             | 29,23       |             | 30,00         |               | 27,46         |               | 21,08         |               | 136,77 | 4       |

| Athlet                                                           | Pferd                           | Disziplin                | Finale      | Finale        |
| Athlet                                                           | Pferd                           | Disziplin                | Strafpunkte | Platz         |
| ---------------------------------------------------------------- | ------------------------------- | ------------------------ | ----------- | ------------- |
| Jean Cariou                                                      | Mignon                          | Springreiten, Einzel     | 4           | Olympiasieger |
| Pierre Dufour d’Astafort                                         | Amazone                         | Springreiten, Einzel     | 11          | 13            |
| Ernest Meyer                                                     | Ursule                          | Springreiten, Einzel     | DNF         | DNF           |
| Jean Cariou Pierre Dufour d’Astafort Ernest Meyer Albert Seigner | Mignon Amazone Allons-y Cocotte | Springreiten, Mannschaft | 32          | Zweiter       |

### Ringen
| Athlet           | Disziplin                       | Erste Runde        | Zweite Runde        | Dritte Runde    | Vierte Runde    | Fünfte Runde    | Sechste Runde   | Siebte Runde      | Finale                  | Finale                  | Finale                  | Finale   |
| Athlet           | Disziplin                       | Gegner Ergebnis    | Gegner Ergebnis     | Gegner Ergebnis | Gegner Ergebnis | Gegner Ergebnis | Gegner Ergebnis | Gegner Ergebnis   | Match A Gegner Ergebnis | Match B Gegner Ergebnis | Match C Gegner Ergebnis | Rank     |
| ---------------- | ------------------------------- | ------------------ | ------------------- | --------------- | --------------- | --------------- | --------------- | ----------------- | ----------------------- | ----------------------- | ----------------------- | -------- |
| Adrien Barrier   | Mittelgewicht (bis 75 kg)       | Andersson Verloren | Victal Verloren     | nicht erreicht  | nicht erreicht  | nicht erreicht  | nicht erreicht  | nicht erreicht    | nicht erreicht          | nicht erreicht          | nicht erreicht          | 26       |
| Jean Bouffechoux | Leichtgewicht (bis 67,5 kg)     | Salonen Verloren   | Väre Verloren       | nicht erreicht  | nicht erreicht  | nicht erreicht  | nicht erreicht  | nicht erreicht    | nicht erreicht          | nicht erreicht          | nicht erreicht          | 31.      |
| Raymond Cabal    | Leichtgewicht (bis 67,5 kg)     | Lofthus Verloren   | Mathiasson Verloren | nicht erreicht  | nicht erreicht  | nicht erreicht  | nicht erreicht  | nicht erreicht    | nicht erreicht          | nicht erreicht          | nicht erreicht          | 31.      |
| Eugène Lesieur   | Leichtgewicht (bis 67,5 kg)     | Wikström Verloren  | Orosz Verloren      | nicht erreicht  | nicht erreicht  | nicht erreicht  | nicht erreicht  | nicht erreicht    | nicht erreicht          | nicht erreicht          | nicht erreicht          | 31.      |
| Edouard Martin   | Halbschwergewicht (bis 82,5 kg) | Böhling Verloren   | Ahlgren Verloren    | nicht erreicht  | nicht erreicht  | nicht erreicht  | nicht erreicht  | nicht ausgetragen | nicht erreicht          | nicht erreicht          | nicht erreicht          | 20.      |
| Raoul Paoli      | Schwergewicht (über 82,5 kg)    | Olin Verloren      | Viljaama Verloren   | nicht erreicht  | nicht erreicht  | nicht erreicht  | nicht erreicht  | nicht ausgetragen | nicht erreicht          | nicht erreicht          | nicht erreicht          | Zwölfter |

### Rudern
| Athlet | Disziplin                          | Vorrunde          | Vorrunde          | Viertelfinale  | Viertelfinale  | Halbfinale     | Halbfinale     | Finale         | Finale         |
| Athlet | Disziplin                          | Result            | Platz             | Result         | Platz          | Result         | Platz          | Result         | Platz          |
| --- | ---------------------------------- | ----------------- | ----------------- | -------------- | -------------- | -------------- | -------------- | -------------- | -------------- |
| Pierre Alibert François Elichagaray (Steuermann) André Mirambeau René Saintongey Louis Thomaturgé                                                           | Vierer mit Steuermann (Ausleger)   | k. A.             | Zweiter           | nicht erreicht | nicht erreicht | nicht erreicht | nicht erreicht | nicht erreicht | nicht erreicht |
| François Elichagaray (Steuermann) Charles Garnier Alphonse Meignant Gabriel Poix Auguste Richard                                                            | Vierer mit Steuermann (Dollengigs) | nicht ausgetragen | nicht ausgetragen | k. A.          | Zweiter        | nicht erreicht | nicht erreicht | nicht erreicht | nicht erreicht |
| Pierre Alvarez Jean Arné Joseph Campot François Elichagaray (Steuermann) Jean Elichagaray Louis Lafitte Marius Lenjeune Etienne Lesbats Gabriel St. Laurent | Achter                             | k. A.             | Zweiter           | nicht erreicht | nicht erreicht | nicht erreicht | nicht erreicht | nicht erreicht | nicht erreicht |

### Schießen
| Athlet                                                                                               | Disziplin                                | Finale   | Finale        |
| Athlet                                                                                               | Disziplin                                | Ergebnis | Platz         |
| --- | ---------------------------------------- | -------- | ------------- |
| Paul Colas                                                                                           | Freies Gewehr 300 m                      | 987      | Olympiasieger |
| Paul Colas                                                                                           | Armeegewehr 600 m                        | 94       | Olympiasieger |
| Paul Colas                                                                                           | Armeegewehr Dreistellungskampf           | 86       | 22.           |
| Edoard Creuzé                                                                                        | Tontaubenschießen                        | 14       | 41.           |
| Raoul de Boigne                                                                                      | Freies Gewehr 300 m                      | 806      | 53.           |
| Raoul de Boigne                                                                                      | Armeegewehr 600 m                        | 73       | 50.           |
| Raoul de Boigne                                                                                      | Armeegewehr Dreistellungskampf           | 73       | 58.           |
| Henri de Castex                                                                                      | Schnellfeuerpistole 30 m                 | 140      | 42.           |
| Henri de Castex                                                                                      | Tontaubenschießen                        | 38       | 29.           |
| Georges de Crequi-Montfort                                                                           | Schnellfeuerpistole 30 m                 | 263      | 26.           |
| Georges de Crequi-Montfort                                                                           | Tontaubenschießen                        | 36       | 35.           |
| Charles de Jaubert                                                                                   | Laufender Hirsch 100 m Doppelschuss      | 60       | Zehnter       |
| Charles de Jaubert                                                                                   | Schnellfeuerpistole 30 m                 | 229      | 36.           |
| Charles de Jaubert                                                                                   | Tontaubenschießen                        | 77       | 25.           |
| Maurice Fauré                                                                                        | Schnellfeuerpistole 30 m                 | 250      | 31.           |
| André Fleury                                                                                         | Tontaubenschießen                        | 74       | 27.           |
| Pierre Gentil                                                                                        | Freies Gewehr 300 m                      | DNF      | DNF           |
| Pierre Gentil                                                                                        | Armeegewehr 600 m                        | 65       | 69.           |
| Pierre Gentil                                                                                        | Armeegewehr Dreistellungskampf           | 71       | 61.           |
| Pierre Gentil                                                                                        | Kleinkaliber 25 m – Verschwindendes Ziel | 176      | 27.           |
| Maxime Landin                                                                                        | Armeegewehr Dreistellungskampf           | 67       | 70.           |
| Léon Johnson                                                                                         | Freies Gewehr 300 m                      | 908      | 24.           |
| Léon Johnson                                                                                         | Kleinkaliber 25 m – Verschwindendes Ziel | 203      | 19.           |
| Léon Johnson                                                                                         | Beliebige Scheibenpistole 50 m           | 454      | Zehnter       |
| Henri le Marié                                                                                       | Tontaubenschießen                        | 12       | 51.           |
| Auguste Marion                                                                                       | Freies Gewehr 300 m                      | 868      | 45.           |
| Auguste Marion                                                                                       | Armeegewehr 600 m                        | 69       | 63.           |
| Daniel Mérillon                                                                                      | Armeegewehr 600 m                        | 69       | 64.           |
| Daniel Mérillon                                                                                      | Armeegewehr Dreistellungskampf           | 62       | 78.           |
| Louis Percy                                                                                          | Freies Gewehr 300 m                      | 868      | 44.           |
| Louis Percy                                                                                          | Armeegewehr 600 m                        | 83       | 20.           |
| Louis Percy                                                                                          | Armeegewehr Dreistellungskampf           | 85       | 23.           |
| André Regaud                                                                                         | Kleinkaliber 50 m                        | 125      | 41.           |
| André Regaud                                                                                         | Beliebige Scheibenpistole 50 m           | 447      | 15.           |
| Edmond Sandoz                                                                                        | Schnellfeuerpistole 30 m                 | 272      | Zwölfter      |
| Athanase Sartori                                                                                     | Freies Gewehr 300 m                      | 754      | 63.           |
| Athanase Sartori                                                                                     | Armeegewehr 600 m                        | 32       | 84.           |
| Athanase Sartori                                                                                     | Armeegewehr Dreistellungskampf           | 38       | 90.           |
| René Texier                                                                                          | Tontaubenschießen                        | 13       | 45.           |
| Georges de Crequi-Montfort Charles de Jaubert Maurice Fauré Edmond Sandoz                            | Militärrevolver 30 m Mannschaft          | 1041     | Sechster      |
| Pierre Gentil Léon Johnson Maxime Landin André Regaud                                                | Kleinkaliber 50 m – Mannschaft           | 714      | Vierter       |
| Edoard Creuzé Henri de Castex Georges de Crequi-Montfort Charles de Jaubert André Fleury René Texier | Tontaubenschießen Mannschaft             | 90       | Sechster      |
| Paul Colas Raoul de Boigne Pierre Gentil Léon Johnson Maxime Landin Louis Percy                      | Armeegewehr Mannschaft                   | 1515     | Fünfter       |
| Paul Colas Raoul de Boigne Pierre Gentil Léon Johnson Auguste Marion Louis Percy                     | Freies Gewehr Mannschaft                 | 5471     | Vierter       |

### Schwimmen
| Athlet         | Disziplin       | Vorläufe          | Vorläufe          | Viertelfinale  | Viertelfinale  | Halbfinale     | Halbfinale     | Finale         | Finale         |
| Athlet         | Disziplin       | Zeit              | Platz             | Zeit           | Platz          | Zeit           | Platz          | Zeit           | Platz          |
| -------------- | --------------- | ----------------- | ----------------- | -------------- | -------------- | -------------- | -------------- | -------------- | -------------- |
| Männer         |                 |                   |                   |                |                |                |                |                |                |
| Auguste Caby   | 1500 m Freistil | nicht ausgetragen | nicht ausgetragen | DNF            | DNF            | nicht erreicht | nicht erreicht | nicht erreicht | nicht erreicht |
| Gérard Meister | 100 m Freistil  | 1:16,6 min        | Vierter           | nicht erreicht | nicht erreicht | nicht erreicht | nicht erreicht | nicht erreicht | nicht erreicht |
| Georges Rigal  | 100 m Freistil  | 1:17,8 min        | Zweiter           | DNS            | DNS            | nicht erreicht | nicht erreicht | nicht erreicht | nicht erreicht |

### Segeln
| Athlet                                  | Disziplin      | Erstes Rennen | Erstes Rennen | Erstes Rennen | Zweites Rennen | Zweites Rennen | Zweites Rennen | Total  | Total     | Total         |
| Athlet                                  | Disziplin      | Zeit          | Punkte        | Platz         | Zeit           | Punkte         | Platz          | Punkte | Zeit      | Platz         |
| --------------------------------------- | -------------- | ------------- | ------------- | ------------- | -------------- | -------------- | -------------- | ------ | --------- | ------------- |
| Amédée Thubé Gaston Thubé Jacques Thubé | 6-Meter-Klasse | 2:25:20 h     | 3             | Zweiter       | 2:23:44 h      | 7              | Erster         | 10     | 2:38:48 h | Olympiasieger |

### Tennis
| Athleten                              | Disziplin     | Erste Runde       | Zweite Runde                            | Dritte Runde                              | Achtelfinale                                        | Viertelfinale                                      | Halbfinale                                         | Finale                                           | Finale        |
| Athleten                              | Disziplin     | Gegner Ergebnis   | Gegner Ergebnis                         | Gegner Ergebnis                           | Gegner Ergebnis                                     | Gegner Ergebnis                                    | Gegner Ergebnis                                    | Gegner Ergebnis                                  | Rank          |
| ------------------------------------- | ------------- | ----------------- | --------------------------------------- | ----------------------------------------- | --------------------------------------------------- | -------------------------------------------------- | -------------------------------------------------- | ------------------------------------------------ | ------------- |
| Männer                                |               |                   |                                         |                                           |                                                     |                                                    |                                                    |                                                  |               |
| Jean-François Blanchy                 | Einzel, Rasen | Freilos           | Hykš Gewonnen 5-7, 6-1, 6-2, 6-1        | Tapscott Verloren 1-6, 5-7, 6-3, 6-4, 6-4 | nicht erreicht                                      | nicht erreicht                                     | nicht erreicht                                     | nicht erreicht                                   | 17.           |
| Albert Canet                          | Einzel, Rasen | Freilos           | Langaard Gewonnen 6-3, 6-0, 6-1         | Pell Verloren 6-2, 6-3, 6-4               | nicht erreicht                                      | nicht erreicht                                     | nicht erreicht                                     | nicht erreicht                                   | 17.           |
| Maurice Germot                        | Einzel, Halle | nicht ausgetragen | nicht ausgetragen                       | Beamish Gewonnen 4-6, 6-2, 4-6, 6-2, 6-4  | Lowe Verloren 6-4, 3-6, 6-1, 6-4                    | nicht erreicht                                     | nicht erreicht                                     | nicht erreicht                                   | Neunter       |
| André Gobert                          | Einzel, Halle | nicht ausgetragen | nicht ausgetragen                       | Larsen Gewonnen 8-6, 6-1, 5-7, 8-6        | Kempe Gewonnen 6-1, 6-2, 7-5                        | Lowe Gewonnen 6-1, 6-1, 6-3                        | Lowe Gewonnen 6-4, 10-8, 2-6, 2-6, 6-2             | Dixon Gewonnen 8-6, 6-4, 6-4                     | Olympiasieger |
| Édouard Mény de Marangue              | Einzel, Rasen | Freilos           | Heyden Verloren 7-9, 4-6, 6-2, 7-5, 6-1 | nicht erreicht                            | nicht erreicht                                      | nicht erreicht                                     | nicht erreicht                                     | nicht erreicht                                   | 31.           |
| Albert Canet Édouard Mény de Marangue | Doppel, Rasen | nicht ausgetragen | nicht ausgetragen                       | Freilos                                   | Schomburgk & von Müller Gewonnen 6-8, 6-3, 6-2, 6-3 | Alenizyn & Sumarokow-Elston Gewonnen 6-3, 6-0, 6-1 | Pipes & Zborzil Verloren 7-5, 2-6, 3-6, 10-8, 10-8 | Just & Žemla Gewonnen 13-11, 6-3, 8-6            | Dritter       |
| Maurice Germot André Gobert           | Doppel, Halle | nicht ausgetragen | nicht ausgetragen                       | nicht ausgetragen                         | Freilos                                             | Lowe & Lowe Gewonnen 3-6, 6-8, 6-4, 6-2, 6-3       | Beamish & Dixon Gewonnen 6-3, 6-1, 6-2             | Setterwall & Kempe Gewonnen 6-4, 12-14, 6-2, 6-4 | Olympiasieger |
| Athleten                              | Disziplin     |                   |                                         |                                           | Achtelfinale                                        | Viertelfinale                                      | Halbfinale                                         | Finale                                           | Finale        |
| Athleten                              | Disziplin     | Gegner Ergebnis   | Gegner Ergebnis                         | Gegner Ergebnis                           | Gegner Ergebnis                                     | Rank                                               |                                                    |                                                  |               |
| Frauen                                |               |                   |                                         |                                           |                                                     |                                                    |                                                    |                                                  |               |
| Marguerite Broquedis                  | Einzel, Rasen | nicht ausgetragen | nicht ausgetragen                       | nicht ausgetragen                         | Freilos                                             | Cederschiöld Gewonnen 6-1, 6-4                     | Mallory Gewonnen 6-3, 2-6, 6-4                     | Köring Gewonnen 4-6, 6-3, 6-4                    | Olympiasieger |
| Athleten                              | Disziplin     |                   |                                         |                                           | Achtelfinale                                        | Viertelfinale                                      | Halbfinale                                         | Finale                                           | Finale        |
| Athleten                              | Disziplin     | Gegner Ergebnis   | Gegner Ergebnis                         | Gegner Ergebnis                           | Gegner Ergebnis                                     | Rank                                               |                                                    |                                                  |               |
| Mixed                                 |               |                   |                                         |                                           |                                                     |                                                    |                                                    |                                                  |               |
| Marguerite Broquedis Albert Canet     | Mixed, Rasen  | nicht ausgetragen | nicht ausgetragen                       | nicht ausgetragen                         | Arnheim & Nylén Gewonnen 6-2, 6-4                   | Freilos                                            | Köring & Schomburgk Verloren 6-2, 6-3              | Freilos                                          | Dritter       |

### Turnen
| Athlet              | Disziplin       | Finale   | Finale  |
| Athlet              | Disziplin       | Ergebnis | Platz   |
| ------------------- | --------------- | -------- | ------- |
| Antoine Costa       | Einzelmehrkampf | 124,50   | Zehnter |
| Marcel Lalu         | Einzelmehrkampf | 127,00   | Siebter |
| Louis-Charles Marty | Einzelmehrkampf | 122,50   | Elfter  |
| Auguste Pompogne    | Einzelmehrkampf | 118,00   | 14.     |
| Louis Ségura        | Einzelmehrkampf | 132,50   | Zweiter |
| Marco Torrès        | Einzelmehrkampf | 127,00   | Siebter |

### Wasserball
| Athleten | Disziplin | Viertelfinale   | Halbfinale      | Finale          | Trostrunde Halbfinale | Trostrunde Finale | Spiel um Silber 1 | Spiel um Silber 2 | Spiel um Platz 2 | Rank    |
| Athleten | Disziplin | Gegner Ergebnis | Gegner Ergebnis | Gegner Ergebnis | Gegner Ergebnis       | Gegner Ergebnis   | Gegner Ergebnis   | Gegner Ergebnis   | Gegner Ergebnis  | Rank    |
| --- | --------- | --------------- | --------------- | --------------- | --------------------- | ----------------- | ----------------- | ----------------- | ---------------- | ------- |
| Paul Beulque Henri Decoin Gustave Prouvost Georges Rigal Jean Rodier Jean Thorailler Gaston Van Laere Paul Vasseur | Männer    | Verloren 2–7    | nicht erreicht  | nicht erreicht  | Freilos               | Verloren 1–4      | nicht erreicht    | nicht erreicht    | nicht erreicht   | Fünfter |